# Mary Kom
Mary Kom, egentligen Chungneijang Mary Kom Hmangte, född 1 mars 1983 i Manipur, Indien, är en indisk boxare som tog OS-brons i flugviktsboxning 2012 i London. Hon är även känd under smeknamnet Magnificent Mary.

## Tävlingskarriär
Mary Kom är bland annat femfaldig vinnare av Världsmästerskapen i amatörboxning, och är den enda kvinnliga boxaren som har tagit medalj I varje världsmästerskap hon deltagit i. Hon blev även den enda kvinnliga boxaren från Indien som kvalificerade sig till Olympiska sommarspelen 2012, där hon tävlade i flugvikt (51 kg) och vann bronsmedalj. Hon har även rankats som nummer 4 på kvinnliga världsrankingen i kategorin flugvikt.
2014 blev hon den första kvinnliga boxaren från Indien att ta guldmedalj i Asiatiska spelen i Incheon, Sydkorea, samt 2018 då hon tog guldmedaljen i Samväldesspelen.
Vid OS i Tokyo 2021 blev Kom utslagen i den andra omgången i flugvikt av colombianska Ingrit Valencia.